# Бишофрод
Бишофрод (њем. Bischofrod) општина је у њемачкој савезној држави Тирингија. Једно је од 43 општинска средишта округа Хилдбургхаузен. Према процјени из 2010. у општини је живјело 194 становника. Посједује регионалну шифру (AGS) 16069004.

## Географски и демографски подаци
Бишофрод се налази у савезној држави Тирингија у округу Хилдбургхаузен. Општина се налази на надморској висини од 390 метара. Површина општине износи 5,4 km².

## Становништво
У самом мјесту је, према процјени из 2010. године, живјело 194 становника. Просјечна густина становништва износи 36 становника/km².